# Abadía de Noirlac

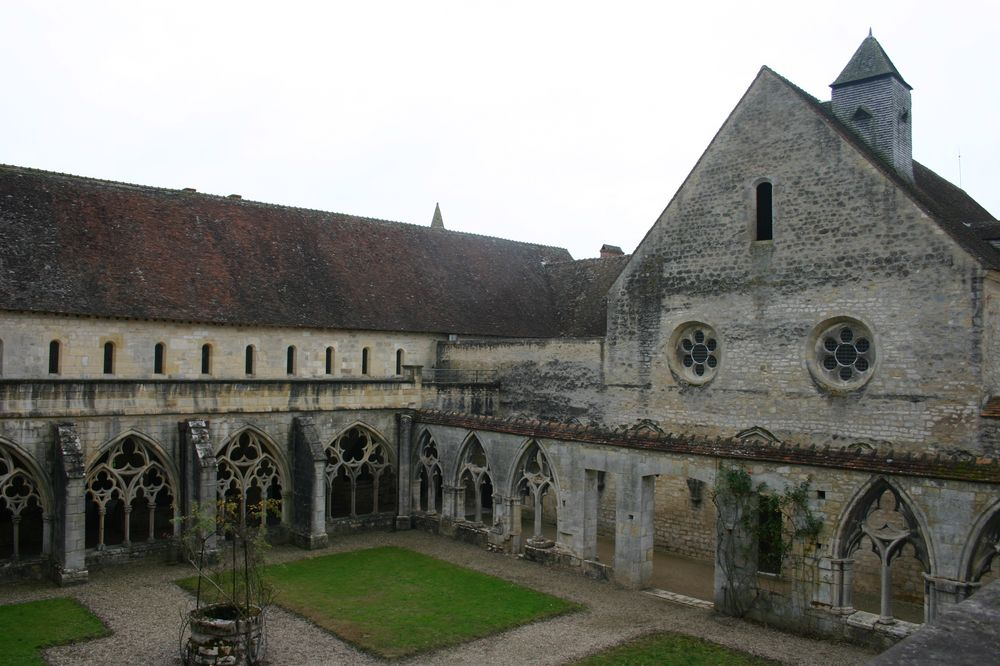
Claustro de la abadía de Noirlac.

La abadía de Noirlac es un monasterio cisterciense fundado en 1136 y actualmente secularizado, restaurado y convertido en museo (desde 1909 es propiedad del departamento de Cher).

## Historia
Su promotor fue Robert de Châtillon, sobrino de san Bernardo. Châtillon fundó el monasterio con monjes procedentes de la abadía de Claraval en un lugar fértil y bien comunicado, cerca de la ciudad de Saint-Amand, junto al río Cher (de intenso tráfico fluvial en la época) y a una antigua calzada romana, con lo que se aleja de la norma cisterciense de instalarse en lugares aislados. La primera denominación del monasterio fue «Maison-Dieu», pero a partir de 1290 ya es conocido como «Noirlac» (en francés: Lago negro) por estar situado junto a una gran ciénaga en la que, al parecer, se había ahogado un hijo del señor de Charenton.
Durante los primeros tiempos la abadía pasó graves dificultades económicas que se paliaron gracias a las gestiones del propio Bernardo de Claraval ante el consejero del rey Luis VII, el abad Suger, quien concedió a la recién nacida comunidad una remesa de trigo. Después, con el patrocinio de Ebbe VI de Charenton pronto adquirió gran prestigio y a finales del siglo XI era ya una abadía muy poderosa. En el siglo XIV, durante la Guerra de los Cien Años el monasterio es ocupado por las tropas de Roberto de Knolles. A finales del siglo XV la comunidad atraviesa una crisis espiritual, con casos entre sus monjes de indisciplina, apostasía e incluso de asesinato que preocupan al Capítulo General de la Orden. A partir de 1530 los abades serán nombrados directamente por el rey entre personas ajenas de la comunidad. 
En 1650 sufrió graves daños en los enfrentamientos entre los campesinos opuestos al Príncipe de Condé y las tropas reales. En 1730 la abadía se reconstruye y las dependencias monacales sufren profundas transformaciones. Con la Revolución francesa la abadía es secularizada y desde 1791 pertenecerá a los Bienes Nacionales. Su conversión en fábrica de porcelana en 1820 significará su transformación radical, con la instalación de talleres y dependencias fabriles. En 1918 sirvió de campamento de las tropas americanas durante la I Guerra Mundial y, tras haber alojado también a refugiados republicanos durante la guerra civil española, funcionó como asilo de ancianos. Tras diversas restauraciones en los años 50 y 90, actualmente se le ha devuelto su aspecto original monástico y sirve de museo. Las vidrieras modernas fueron realizadas por el artista francés Jean-Pierre Raynaud.

## Arquitectura
La abadía de Noirlac se ajusta plenamente a las características propias del arte cisterciense y, tras su restauración, es uno de los conjuntos más completos de Francia.

### La iglesia
La iglesia se comenzó a construir en 1150 y se concluyó a inicios del siglo XIII. Consta de tres naves separadas, transepto y cabecera recta de cinco ábsides. Las naves están separadas por robustos pilares rectangulares: central, más elevada, dispone de ocho tramos cubiertos por bóvedas ojivales. Las bóvedas muestran los típicos soportes interrumpidos y una radical austeridad decorativa, como es propio del arte cisterciense.

### El claustro
Las pandas meridional y oriental datan de principios del siglo XVI y muestran tracería gótica en sus arcos. Las bóvedas de la oriental se perdieron en el siglo XVIII y no han sido reconstruidas.